# Radio Continente
Radio Continente es una estación radial chilena ubicada en el 94.5 MHz del dial FM en Tocopilla, Chile y el 98.9 MHz del dial en La Serena. Transmite música anglosajona de las décadas de los 70s, 80s y 90s..

## Historia
Inició las transmisiones el 22 de mayo de 1992 en la ciudad de Tocopilla, bajo el eslogan «La Radio Diferente». En mayo de 2019, expandió sus transmisiones en la Región de Coquimbo tras otorgársele una concesión, emitida antes de la 98.9 anteriormente Radio Claudio Arrau, Radio Majestad y arrendada Radio Santiago, la que inició sus transmisiones en julio de 2019 y finalizó el 23 de mayo de 2025 a las 20:00 horas.
Además la emisora tocopillana cierra sus transmisiones el 2 de febrero de 2024 en la ciudad de Tocopilla.